# 楊熺
楊熺，字尹昭，浙江缙云人，明朝进士、政治人物。
洪武二十一年，楊熺中进士三甲第六名，后官至御史。为人清直，并以书法著名。